# WWE Roadblock
WWE Roadblock is een professioneel worstel-pay-per-view (PPV) en WWE Network evenement dat georganiseerd werd door de Amerikaanse worstelorganisatie WWE. Het evenement werd live uitgezonden en was beschikbaar op PPV en op het WWE Network. Het evenement werd opgericht in maart 2016 en debuteerde als een WWE Network evenement. Het tweede evenement was een evenement die alleen bedoeld was voor de Raw brand die plaats vond in december 2016, waar het niet alleen werd uitgezonden op de WWE Network, maar ook op PPV. De naam van het evenement was een verwijzing naar de oorspronkelijke positie in naar de "Road to WrestleMania".

## Chronologie
| Evenement                  | Datum            | Stad                     | Locatie                | Main Event                                                                 |
| -------------------------- | ---------------- | ------------------------ | ---------------------- | -------------------------------------------------------------------------- |
| Roadblock                  | 12 maart 2016    | Toronto, Ontario, Canada | Ricoh Coliseum         | Triple H (c) vs. Dean Ambrose voor het WWE World Heavyweight Championship. |
| Roadblock: End of the Line | 18 december 2016 | Pittsburgh, Pennsylvania | PPG Paints Arena       | Kevin Owens (c) vs. Roman Reigns voor het WWE Universal Championship.      |
| NXT Roadblock              | 8 maart 20222    | Orlando, Florida         | WWE Performance Center |                                                                            |